# Австралийско-казахстанские отношения
Австралийско-казахстанские отношения — двусторонние дипломатические отношения между Австралией и Казахстаном. Государства установили дипломатические отношения 22 июня 1992 года. Интересы Австралии в Казахстане представлены через российское посольство в Москве. Интересы Казахстана в Австралии представлены через посольство в Сингапуре, а также имеется генеральное консульство в Сиднее.

## История
Австралия является второй после Новой Зеландии страной в Океании, признавшей независимость Казахстана в 1991 году. В 1995 году посольство Австралии было открыто в Алма-Ате, которое в 1999 году было закрыто из-за финансовых трудностей. В 2015 году Казахстан открыл генеральное консульство в Сиднее.
В 2010 году министр иностранных дел Австралии Кевин Радд посетил Астану для участия в саммите ОБСЕ, когда Казахстан был председателем этой организации. В июне 2011 года Кевин Радд ещё раз посетил Казахстан на встрече министров иностранных дел ОИС в Астане.

## Торговля
Казахстан является ведущим торговым партнером Австралии в Центральной Азии. Между государствами подписано соглашение об экономическом и торговом сотрудничестве, которое было ратифицировано 2 июня 2004 года. В 2014 году объём товарооборота составил сумму 22 миллиона австралийских долларов.